# Marc Suhr
Marc Achim Suhr (Colonia, 9 gennaio 1969) è un ex cestista tedesco.

## Palmarès
- Campionato italiano: 1

Pall. Treviso: 1996-97
- Coppa di Germania: 1

TBB Trier: 1998